# سارا فیشر (راننده مسابقه‌)
سارا ماری فیشر (زاده ۴ اکتبر ۱۹۸۰) یک راننده حرفه‌ای اتومبیلرانی بازنشسته آمریکایی است که از سال ۱۹۹۹ تا ۲۰۱۰ به‌طور متناوب در لیگ مساباته ایندی و ایندیاناپ ۵۰۰ شرکت کرد. او همچنین در سال‌های ۲۰۰۴ و ۲۰۰۵ در سری مسابقات غربی نسکار شرکت کرد. فیشر در ۸۱ مسابقه سری ایندی‌کار شرکت کرد و در مسابقات جایزه بزرگ اینفنیتی در سال ۲۰۰۱ در میامی به بهترین مقام خود در این مسابقات یعنی دومی دست یافت. این رده بالاترین رده برای یک زن در مسابقات لیگ ایندی‌کار بود تا دانیکا پاتریک در سال ۲۰۰۸ قهرمان ایندی ژاپن ۳۰۰ شد. در سال ۲۰۰۲، فیشر اولین راننده زنی بود که در یک مسابقه بزرگ چرخ باز آمریکا موفق به کسب مقام اول شد و ۹ بار بیشتر از هر زن دیگری در مسابقه ایندیاناپولیس ۵۰۰ شرکت کرده است.
فیشر در خانواده ای اوهایوایی با پیشینه مسابقه‌ای به دنیا آمد. او در سن پنج سالگی شروع به رقابت در مسابقات کارتینگ کرد، زمانی که والدینش او را در یک مسابقه خردسال شرکت دادند او سه سال بعد به مسابقات حرفه‌ای کارتینگ رفت. او سه قهرمانی انجمن جهانی کارتینگ را به دست آورد و متعاقباً در مسابقات اتومبیلرانی پیشرفت کرد. فیشر اولین مسابقه خود را در لیگ ایندی‌کار را در آخرین مسابقه فصل ۱۹۹۹ انجام داد.
در طول ۱۱ سال فعالیت حرفه‌ای او، عمده مشکلات او حمایت‌های مالی بود و شرکت او را در این مسابقات محدود می‌کرد. فیشر از سال ۲۰۰۸تا زمان بازنشستگی خود در پایان سال ۲۰۱۰، برای تیم سارا فیشر هارتمن ریسینگ رانندگی کرد.
در دوران بازنشستگی، فیشر تمام وقت روی تیم خود سارا فیشر هارتمن ریسینگ تمرکز کرد و رانندگان ان تیم، اد کارپنتر و جوزف نیوگاردن به موفقیتی متوسط با این تیم دست یافتند. او مالکیت تیم را تا زمانی که آن را با اد کارپنتر ریسینگ در سال ۲۰۱۰ ادغام شد در دست داشت. در سال ۲۰۱۰ تیم جدیدی به اسم «سی‌اف‌اچ ریسینگ» را تأسیس کرد و تا سال ۲۰۱۶ این تیم را حفظ کرد. در سال ۲۰۱۶ فیشر سهام خود را از «سی‌ا اچ ریسینگ» را فروخت تا در حرفه تمام وقت در کسب و کار خود در ایندیانا تمرکز کند، اما او به عنوان حامی مالی در تیم باقی ماند تا به توسعه و حمایت مالی به این تیم کمک کند. در آن سال، او به عنوان راننده رسمی ماشین ایمنی ایندی‌کار استخدام شد، او رانندگی خودرو ایمنی را همراه با اوریول سرویان به عهده داشت.

## اوایل زندگی
سارا ماری فیشر در ۴ اکتبر ۱۹۸۰ در کلمبوس، اوهایو به دنیا آمد. او در خانواده‌ای تک فرزند به دنیا آمد خانواده او سابقه طولانی و پیشینه طولانی مدت مسابقه‌ای داشت. پدر فیشر، دیو فیشر، یک مهندس مکانیک خوداشتغال، در مسابقات کارتینگ با رانندگان اتومبیل‌های مسابقه‌ای مارک دیزمور و اسکات گودیر رقابت می‌کرد. مادرش ربا، معلم مدرسه راهنمایی در فن‌آوری، دختر ایولین گریندل، یکی از رانندگان زن اولیه اوهایو بود و در حیاط خلوت خانه‌اش مشغول به رانندگی با کارتینگ بود. این زوج در یک مسابقه کارتینگ خیابانی در کومرشل پوینت با هم آشنا شدند. پدربزرگ و مادربزرگ فیشر صاحب یک پیست کارتینگ در شهر ریچوود بودند و عمویش یک موتورساز محلی بود. او در کامرشال پوینت یک دهکده کوچک کشاورزی ۲۰ مایل (۳۲ کیلومتر) جنوب کلمبوس بزرگ شد، و در مدرسه دخترانه کلمبوس از پیش دبستانی تا کلاس سوم تحصیل کرد. فیشر در کودکی چندین ورزش از جمله فوتبال، شنا و ژیمناستیک را امتحان کرد. مسابقات اتومبیل رانی بیشتر از دیگر رشته‌ها برای او جذابیت داشت. او توسط والدینش برای تماشای رقابت پدرش به پیست مسابقه محلی برده شد و علاقه‌ای دوچندان به این حرفه پیدا کرد.

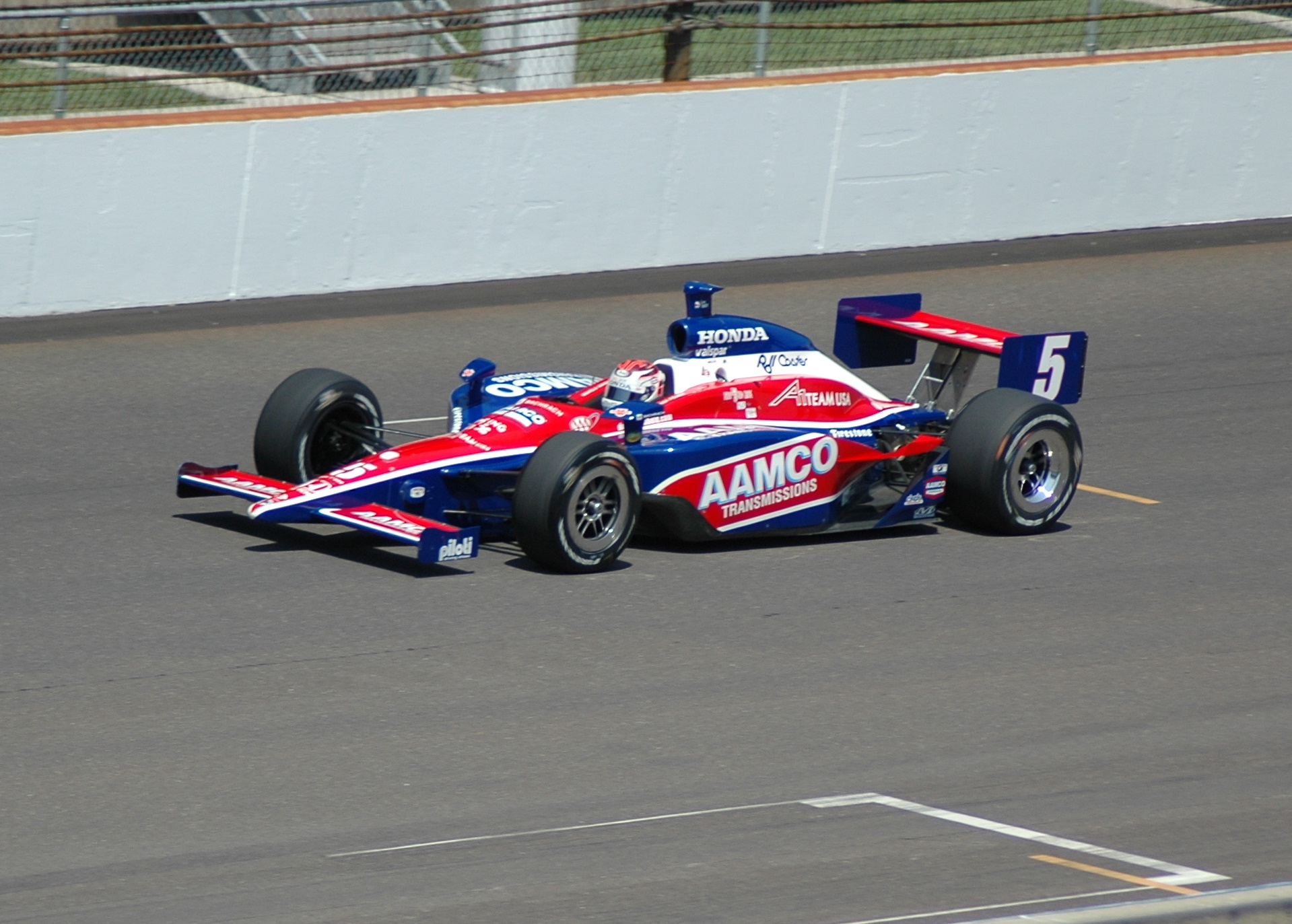
فیشر در حال تمرین برای مسابقه ایندیاناپولیس ۵۰۰ فصل ۲۰۰۷

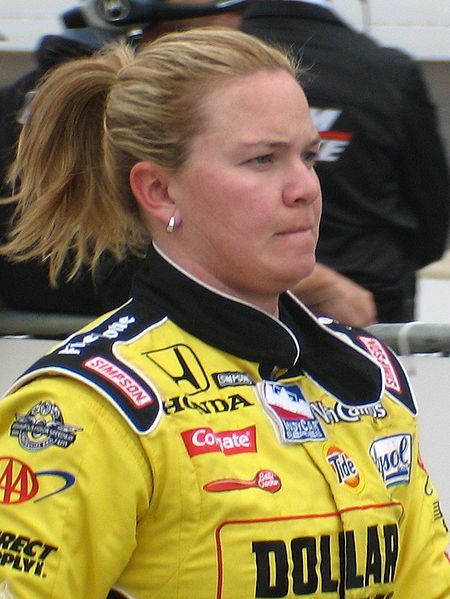
فیشر در طول تمرین‌های اولیه برای ایندیاناپولیس ۵۰۰ فصل ۲۰۰۹

فیشر اولین خودرو خود را که یک وسیله نقلیه پدالی باربی شکل بود، در چهار سالگی دریافت کرد. او مسابقه را از سن پنج سالگی شروع کرد، زمانی که والدینش او را با لباس آبی و سفید سوار خودرویی با ۳ اسب بخار (۲٫۲ کیلووات) کردند. او از این خودرو کوچک خود سه سال استفاده کرد. پدر فیشر برنامه‌ای ابداع کرد تا او را در پیست‌های کوچک و سرپوشیده در طول زمستان وارد مسابقات کند، هر دو والدینش از اوایل دوران مسابقه‌ای از او حمایت کردند. او از ژاک ویلنوو، استیو کینسر و دیو بلنی به عنوان قهرمانان خود نام برده است. وقتی فیشر هشت ساله شد، در رده سنی خود در ساحل شرقی ایالات متحده، مسابقه کارتینگ را آغاز کرد و از پدرش نحوه کار با ماشین‌های کارتینگ را آموخت. او به انجمن جهانی کارتینگ (WKA) پیوست و چهار بار در سال‌های ۱۹۹۱، ۱۹۹۳ و ۱۹۹۴ برنده مسابقات قهرمانی ملی شد. او همچنین در سال ۱۹۹۳ قهرمان سیرکلویل پوینت نیز شد. فیشر و خانواده‌اش این مسابقات کارتینگ او را یک فعالیت خانوادگی می‌دانستند و به‌عنوان سابقه‌ای برای پیشرفت در این ورزش محسوب نمی‌کردند. او در سال ۱۹۹۴ با کارتینگ استقامتی آشنا شد و استقامت و صبر را آموخت که باعث پیشرفت در سبک و نوع رانندگی او شد. پدر فیشر صندلی ماشینش را ۷۶ میلیمتر بالا برد و جلوی آن را کاهش داد تا دید خود را بهبود بخشد، او جایزه تازه کار سال مسابقات دیرت ترک راند-آپ سال ۱۹۹۵ را برد.

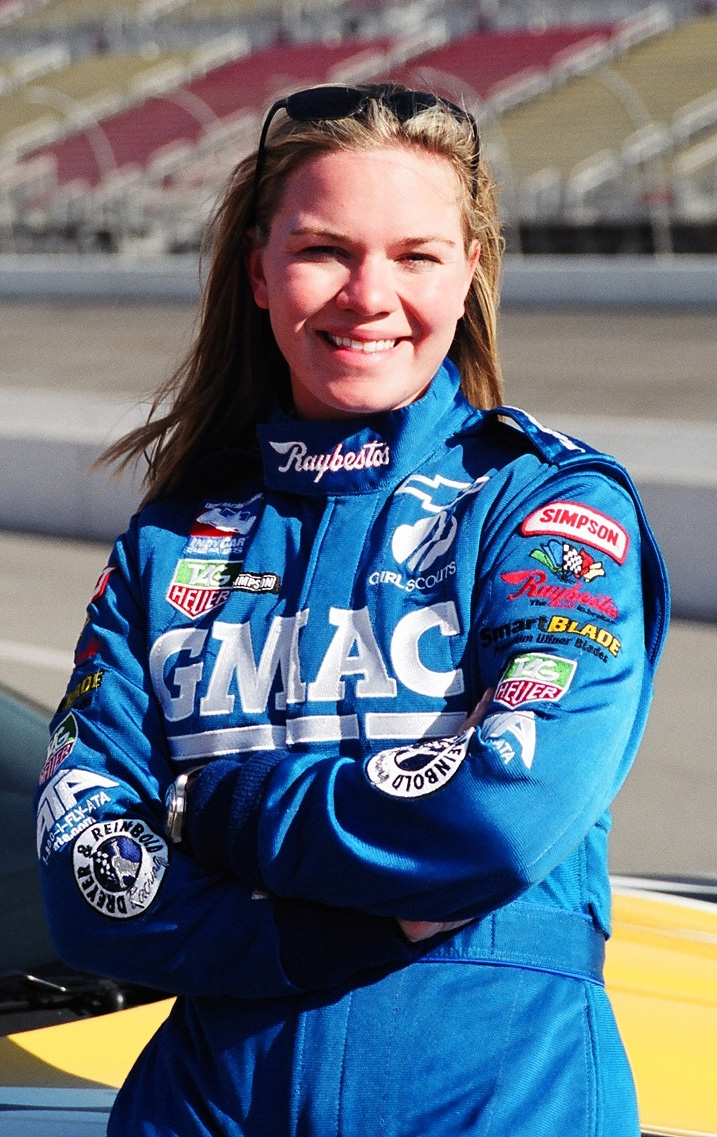
فیشر به عنوان راننده مسابقه درایر و راینبولد در سال ۲۰۰۳

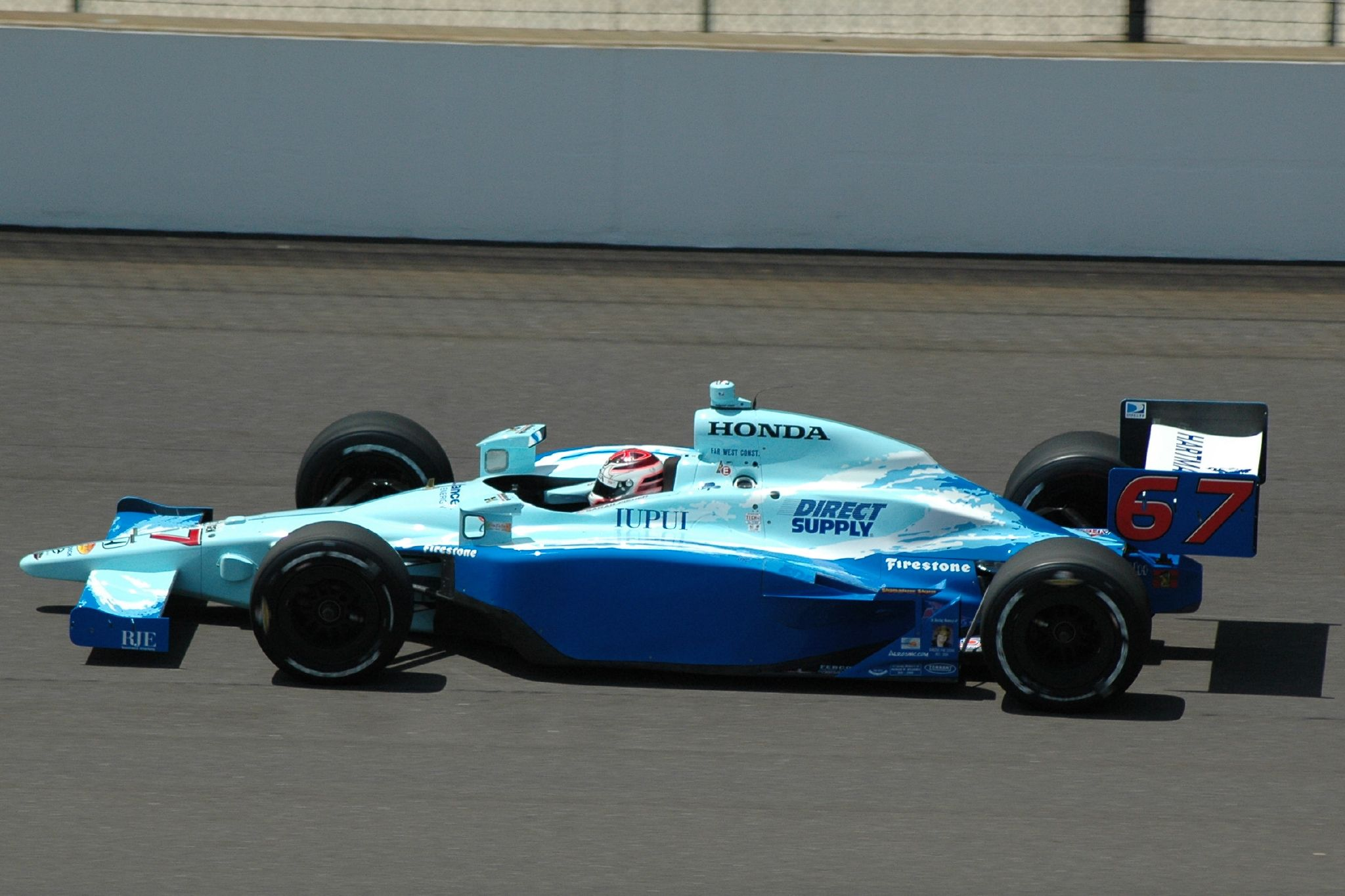
رانندگی فیشر در تمرین برای ایندیاناپولیس ۵۰۰ فصل ۲۰۰۸

## زندگی پس از مسابقات
فیشر در اولین فصل خود صرفاً به عنوان مالک تیم، روی تمام مسابقات پیست بیضی قهرمانی ۲۰۱۱ با ۱۷ کارمند تمرکز کرد. در ماه مه ۲۰۱۱، او برای یک دوره سه ساله در شورای ملی تجارت زنان منصوب شد. در شورا، فیشر نماینده زنان در صنایع سرگرمی و ورزشی بود و او بعداً در طرح‌های تحقیقاتی با هدف کمک به زنان برای ورود به بخش تجاری آمریکا شرکت کرد. او در اواخر سال ۲۰۱۱ با تاجر و سرمایه‌دار نفتی، وینک هارتمن همکاری کرد و نام تیم مسابقه‌ای خود را به سارا فیشر هارتمن تغییر داد. او شروع به رقابت تمام وقت در سری مسابقات ایندی‌کار از سال ۲۰۱۲ به بعد کرد. فیشر به عنوان یکی از مالکان مسابقه هارتمن سارا فیشر، موفقیت متوسطی در این مسابقات داشت. کارپنتر تنها پیروزی تیم در سری مسابقات ایندی‌کار را در کنتاکی ایندی ۳۰۰ در سال ۲۰۱۱ به دست آورد و جانشین او جوزف نیوگاردن دو مقام دوم دیگر را نیز در سال ۲۰۱۳ و ۲۰۱۴ برای این تیم به دست آورد.